# La antena
La antena és una pel·lícula dramàtica de fantasia de l'Argentina del 2007 escrita i dirigida per Esteban Sapir. La pel·lícula és protagonitzada per Valeria Bertuccelli, Alejandro Urdapilleta, Julieta Cardinali, amb Rafael Ferro i Florencia Raggi en papers secundaris.

## Sinopsi
Una ciutat sencera s'ha quedat sense veu i viu sota un llarg i cru hivern. Un home malvat i sense escrúpols, el Sr. T.V., amo absolut de les imatges que animen aquesta ciutat i d'una extensa cadena de productes sota el seu segell personal, porta endavant un sinistre pla secret per a sotmetre eternament a cadascuna de les ànimes que habiten aquest lloc. Per construir aquest monopoli ha finançat la creació d'una perillosa màquina que transmet hipnòtiques imatges per la pantalla del televisor per a induir al consum compulsiu dels productes amb el seu segell.

## Repartiment
- Alejandro Urdapilleta... Sr. TV
- Rafael Ferro... L'Inventor
- Florència Raggi... La Veu
- Julieta Cardinali... Infermera
- Valeria Bertuccelli... Fill del Sr. TV
- Ricardo Merkin... L'Avi
- Sol Moreno ... Ana
- Jonathan Sandor ... Tomás
- Raúl Hochman ... L'Home Ratolí
- Carlos Piñeiro... Doctor I (acreditat com Carlos Piñeyro)
- Camila Offerman ... Chica Fada
- Alejandro Regueiro ... Home Silueta
- Christian Amat ... Home Silueta
- Federico Miri ... Home Silueta
- Paulina Sapir ... Chica Vestida de Blanco
- Silvia Okeksilein ... Mare
- Vicenzo Mazzei ... Nen/Nena
- José Manuel Díaz ... Boxador 1
- Fabián Díaz ... Boxador 2
- Gastón Pratt ... Comentarista (com Gastón Prat)
- Diana Szeinblum ... Cantant del bar
- León Dogodny... Home vell en l'experiment
- Daiana Cincunegui ... Chica en el combat de boxa
- Leticia Mazur ... Ballarina 1
- Griselda Siciliani... Ballarina 2
- Gustavo Pastorini ... Home al carrer (sense acreditar)

## Producció
El guió de la pel·lícula constava de només 60 pàgines i un guió de més de 3.000 plans que van trigar 5 mesos a dibuixar-se. El rodatge principal va durar 11 setmanes i la postproducció va trigar més d'un any a completar-se.

## Exposició
La pel·lícula es va estrenar al Festival de Cinema de Rotterdam el 24 de gener de 2007. Va ser la primera vegada en 36 anys que es triava una pel·lícula tant per a la competició oficial com per a l'obertura del Festival de Cinema de Rotterdam.
Es va estrenar als cinemes del Regne Unit el 16 de maig de 2008 per Dogwoof Pictures, amb un llançament de DVD-Vídeo el 18 d'agost de 2008.

## Recepció crítica
Als crítics de cinema els va agradar la pel·lícula, amb un escrit: "Aquesta va ser la pel·lícula més original que he vist des d' El laberinto del fauno] de l'any passat. El que va ser encara més sorprenent va ser que el pressupost s'estimava en 1,5 milions de dòlars, força diners a l'Argentina, però no a Hollywood. Només demostra que no necessites 60 milions de dòlars per fer una pel·lícula, sobretot una de qualitat. En una nota crítica, alguns espectadors es veuran aclaparats pel ritme ràpid de la guió. A més, amb tantes metàfores, hom podria tenir dificultats per mantenir-se al dia amb el que realment està passant. L'equip de producció, encapçalat per Daniel Gimelberg, treu la imaginació d'Esteban Sepir a tota velocitat."

## Premis
- Premis Clarín 2007: Millor director de pel·lícula (Esteban Sapir); Millor música de pel·lícula original, (Leo Sujatovich); 2007.
- Premis Cóndor de Plata 2008: Millor director (Esteban Sapir); Millor Muntatge (Pablo Barbieri Carrera); Millor So (José Luis Díaz).[5]
- A Night of Horror International Film Festival: Millor pel·lícula en llengua estrangera; 2008.
- Fant-Asia Film Festival: Fantasia Ground-Breaker Award (tercer lloc); 2008.